# Julian Schmitz
Julian Frank Schmitz (Hoboken, 15 settembre 1881 – 5 luglio 1943) è stato un ginnasta e multiplista statunitense.

## Carriera
Schmitz partecipò ai Giochi olimpici di Saint Louis 1904, dove vinse una medaglia d'argento nel concorso a squadre. Alla stessa Olimpiade giunse cinquantasettesimo nel concorso generale individuale, centesimo nella gara di triathlon e trentaduesimo nel concorso a tre eventi.

## Palmarès
In carriera ha conseguito i seguenti risultati:
- Giochi olimpici

St. Louis 1904: medaglia d'argento nel concorso a squadre.